# Германски войни на Август
Германските войни на Август (12 пр.н.е. – 9 г.) са военни походи на римския император Август с цел да се покорят германските племена, източно от Рейн.
Командири на германите са Марбод и Арминий. Командирите на Август са Друз (12 – 9 пр.н.е.), Тиберий (8 – 7 пр.н.е.), (4 – 6), Домиций Ахенобарб (3 – 1 пр.н.е.), Марк Виниций (1 – 3), Гай Сентий Сатурнин (4 – 6), Квинтилий Вар (7 – 9).
Римляните участват с 3 – 6 легиона:
- от фронта в Горна Германия: I Германски легион, II Августов легион, V легион „Чучулигите“, XIV Близначен легион, XVI Галски легион, XVII, XVIII и XIX;
- от фронта в Илирия: IX Испански легион, XIII Близначен легион, XV Аполонов легион и XX Победоносен Валериев легион.

Римските легиони XVII, XVIII и XIX са разбити в битката в Тевтобургската гора през септември 9 г. През 6 – 9 г. избухва Панонското въстание.